# عتبة كشف الرائحة
عتبة كشف الرائحة هي مقدار أقل تركيز من مادة ذات رائحة الذي يمكن للإنسان أن يتنبه له.
يمكن التمييز بين أسلوبين رئيسيين في تحديد العتبة، الأول هو عتبة الكشف، في حين أن الثاني هو عتبة التمييز؛ فالأول هو مقدار التركيز الأدنى للكشف عن رائحة ما من غير أي إلزام بالتمييز، في حين أن الثاني يتطلب تمييز الرائحة.
تعود أقل عتبة كشف رائحة مسجلة لمركب طبيعي (بمقدار 4−10 جزء في البليون) إلى مركب ثيوتربينول المستخلص من الليمون الهندي (الكريب فروت).
من المركبات الأخرى ذات العتبات المتدنية من الكشف كل من:
- 8-Z-رباعي ديسينال (0.009 جزء في البليون في الماء)[3]
- بارا-2-ميثوكسي-4-فاينيل الفينول (10 جزء في البليون)[4]